# Кнежево (громада)
Кнежево (серб. Општина Кнежево) — боснійська громада, розташована в регіоні Баня-Лука Республіки Сербської. Адміністративним центром є місто Кнежево.